# Traktat paryski (1898)

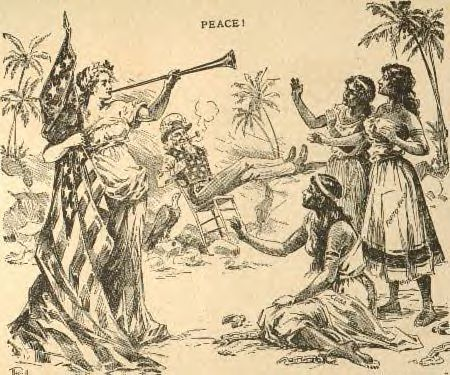
Bogini wolności ogłaszająca Kubie, Portoryku i Filipinom nadejście pokoju, w tle przyglądający się wszystkiemu Wuj Sam – karykatura z 1898 roku

Traktat paryski – traktat pokojowy kończący wojnę amerykańsko-hiszpańską, podpisany w Paryżu 10 grudnia 1898 roku.
Konferencja pokojowa rozpoczęła się 1 października 1898 roku, sześć miesięcy po rozpoczęciu działań wojennych. Stronę amerykańską reprezentowała delegacja złożona z Williama R. Daya, senatorów Cushmana K. Daviesa, Williama P. Frye’a i George’a Graya oraz Whitelawa Reida. Delegacją hiszpańską kierował przewodniczący senatu Eugenio Montero Ríos. W negocjacjach po stronie hiszpańskiej uczestniczył także ambasador Francji w Stanach Zjednoczonych, Jules Cambon.
Na mocy traktatu Hiszpania zrzekła się większości wciąż do niej należących posiadłości kolonialnych, co de facto oznaczało koniec hiszpańskiego imperium kolonialnego. Portoryko, Guam i Filipiny przekazane zostały Stanom Zjednoczonym (za te ostatnie Hiszpania otrzymała 20 mln dolarów rekompensaty), a Kuba stała się amerykańskim protektoratem do czasu proklamacji niepodległości w 1902 roku. Hiszpania zobowiązana została również do przejęcia kubańskiego długu o wartości 400 mln dolarów.
Traktat, w szczególności zapis o przejęciu Filipin, spotkał się ze znaczną krytyką w Senacie Stanów Zjednoczonych, jako wpisujący się w politykę imperializmu. Zaaprobowany został 6 lutego 1899 roku większością jednego głosu. Dążenia niepodległościowe na wyspach doprowadziły do wybuchu wojny filipińsko-amerykańskiej.